# Lưu An
Lưu An (chữ Hán: 刘安, 179 TCN – 122 TCN), thường được hậu thế xưng tụng là Hoài Nam tử (淮南子), là Quốc vương chư hầu thứ tư của nước Hoài Nam thời nhà Hán trong lịch sử Trung Quốc.
Theo truyền thuyết trong nhân gian, Lưu An là người tinh thông đạo thuật và đã đắc đạo thành tiên, ông cũng được nhiều đạo gia thời sau tôn kính và thờ phụng. Tác phẩm đáng chú ý của ông là Hoài Nam Tử.

## Thân thế
Lưu An là con trai trưởng của Hoài Nam Lệ vương Lưu Trường, Quốc vương chư hầu thứ hai của nước Hoài Nam. Hoài Nam Lệ vương Lưu Trường là con trai thứ 7 của Hán Cao Tổ Lưu Bang, do đó Lưu An là cháu nội của Hán Cao Tổ, không rõ mẹ ông là ai. Ông chào đời khoảng năm 179 TCN.
Lưu Trường vào những năm đầu Hán Văn Đế tỏ ra hống hách ngạo mạn, xem thường thiên tử, cuối cùng bị biếm chức và phải tự tử vào năm 174 TCN. Lưu An khi đó mới 4 tuổi, không còn chỗ nương tựa. Hai năm sau, 172 TCN, Văn Đế thương Hoài Nam vương Trường, bèn phong cho bốn người con của Lưu Trường lên tước hầu, trong đó Lưu An được phong làm Phụ Lăng hầu, ba người em khác là Lưu Bột làm An Dương hầu, Lưu Tứ làm Dương Chu hầu, Lưu Lương làm Đông Thành hầu.

## Thời Hán Văn Đế và Hán Cảnh Đế
Năm 169 TCN, dân chúng trong thành Trường An truyền nhau bài đồng dao thương xót cho Hoài Nam vương Lưu Trường. Văn Đế nghe được việc này, ái ngại chuyện trước đây mình ép chết em, bèn phong cho Thành Dương vương Lưu Hỉ (Cháu nội Tề vương Lưu Phì) làm Hoài Nam vương để kế tục Lưu Trường, tôn Lưu Trường làm Hoài Nam Lệ vương.
Năm 164 TCN, Hán Văn Đế hạ chiếu đưa Lưu Hỉ trở lại làm Thành Dương vương như cũ, sau đó phong cho Lưu An làm Hoài Nam vương, hai người em ông là An Dương hầu Lưu Bột làm Thường Sơn vương, Dương Chu hầu Lưu Tứ làm Lư Giang vương, phân chia nước Hoài Nam cũ ra làm ba phần.
Năm 157 TCN, Văn Đế chết, Cảnh Đế lên ngôi. Năm 154 TCN, hai nước chư hầu Ngô, Sở dẫn đầu 7 nước chư hầu làm phản chống nhà Hán, sai sứ sang Hoài Nam Quốc bàn chuyện liên kết chống Hán. Lưu An định phát binh hưởng ứng, nhưng sau đó nhà Hán đem quân tới cứu Hoài Nam, Lưu An bất đắc dĩ phải thuận theo Hán, quay lưng lại với Ngô - Sở, do đó không bị tội như các chư hầu khác, vẫn được giữ tước vương.

## Mưu trả thù cha
Do cha ông là Lưu Trường bị Hán Văn Đế giết chết, nên Lưu An vẫn mang lòng thù hận nhà Hán, muốn phản nghịch tiếm ngôi. Năm Kiến Nguyên thứ hai đời Hán Vũ Đế (139 TCN), Lưu An vào triều yết Vũ Đế, nhân đó liên kết và lấy lòng các đại thần trong triều. Sau đó, ông tiếp đãi nhiều tân khách, thi hành ân đức trong ngoài để thu phục lòng người.
Năm Kiến Nguyên thứ sáu (135 TCN), tuệ tinh xuất hiện trên bầu trời, Lưu An nghe lời biện thuyết của học sĩ, cho rằng thiên hạ sắp có đại biến, mà Vũ Đế lại chưa có con trai, nên ngôi thái tử bỏ trống, các chư hầu sẽ có cơ hội chiếm ngôi, bèn tích cực chuẩn bị quân lương khí giới, trích tiền ban phát cho kẻ sĩ trong thiên hạ. Nhiều biện sĩ đến Hoài Nam, khua môi xu nịnh cũng làm Lưu An hài lòng và thưởng tiền bạc cho chúng. Lưu An còn có con gái là Lưu Lăng, có tài hùng biện, được ông yêu quý, có lần cũng đến Trường An liên kết với đại thần trong triều.
Năm Nguyên Sóc thứ ba (126 TCN), Lưu An đã già, Vũ Đế ban cho ông trượng và cho phép không phải vào triều kiến. Trong nước, Lưu An lập người con trai nhỏ của mình là Lưu Thiên, do vương hậu sinh ra, làm thái tử. Triều đình nhà Hán đem gả con gái của Tu Thành Quân Kim Tục, cháu Hoàng thái hậu nhà Hán cho thái tử Thiên, lập làm thái tử phi. Lưu An sợ thái tử phi biết việc mưu phản của mình, nên ra sức ngăn cản thái tử Thiên tiếp cận thái tử phi, sau thái tử phi không chịu được, bèn rời khỏi Hoài Nam, về Trường An. Trong cung, Vương hậu và thái tử cùng công chúa Lưu Lăng được sủng hạnh, nên làm nhiều điều trái phép, cướp ruộng đất của dân...
Năm Nguyên Sóc thứ năm (124 TCN, thái tử Thiên học dùng kiếm, nghe Lang trung Lôi Bị giỏi về việc này, bèn triệu đến để xem. Bị từ chối nhiều lần, Thái tử Thiên rất giận còn Bị đâm ra lo sợ. Sau đó Bị nhân triều đình Trường An tuyển quân đánh Hung Nô, giữa đường Bị chết ở Trường An. Triều đình nhà Hán sai người đến điều tra Lưu An, Lưu An lo sợ, muốn phát binh tạo phản ngay, nhưng còn do dự chưa quyết suốt mười ngày. Thái tử Thiên khuyên ông nên nhân cơ hội này, giết trung úy do Hán đế cử đến rồi khởi binh. Tuy nhiên sau đó Lưu An không làm theo.
Công khanh nhà Hán tâu lên Vũ Đế xin phế tước vương của Lưu An, Vũ Đế không đồng ý, sau đó lại xin tước 5 huyện, Vũ Đế chỉ ra lệnh xá tội cho Lưu An, tước 2 huyện thực ấp.

## Mất mạng vì cháu
Lưu An mời tướng quân Ngũ Bị tới hợp mưu với mình nhưng Ngũ Bị không nghe. Lưu An tức giận, bắt cha mẹ Bị giam vào ngục ba tháng, rồi lại triệu Bị, ép theo mình. Ngũ Bị cũng không nghe và khuyên ông thôi ý định tạo phản, sau đó bỏ đi.
Con trưởng của Lưu An là Lưu Bất Hại, do thứ phi sinh ra nên không được lập làm thái tử. Vương hậu, thái tử và cả Lưu An đều không coi Bất Hại là người trong nhà, cũng không phong cho Bất Hại tước hầu. Con Bất Hại là Lưu Kiến giận vì cha mình không được phong hầu, nên mưu tính diệt trừ thái tử mà thay thế. Thái tử biết việc, tính chuyện điều tra để đối phó Lưu Kiến. Lưu Kiến bèn quyết định dâng thư lên nhà Hán trình bày nỗi oan của mình và tố cáo việc mưu phản của Lưu An. Trong lúc đó, cháu của Tịch Dương hầu Thẩm Tự Cơ là Thẩm Khanh có tư oán với Lưu Trường, nên liên kết với Thương công Công Tôn Hoằng vu tội cho Hoài Nam vương. Trong lúc đó, sứ giả triều Hán đã tới thẩm xét thái tử Hoài Nam. Lưu An lo lắng, muốn phát binh lần nữa, lại hỏi Ngũ Bị. Bị cho rằng nhà Hán đang thịnh trị, không thể làm phản được, sợ sẽ giống như Ngô vương Tị khi xưa, nhưng sau đó lại khuyên ông nên tìm cách giết tướng quốc Hoài Nam để tránh cho nhà Hán biết chuyện này. Lưu An định cho người đốt cung điện, tướng quốc và các đại thần nước Hoài Nam tới cứu hỏa, ông nhân đó giết đi, sau đó chuẩn bị phát binh lên thu phục Hành Sơn, Lư Giang trước, đồng thời sai người giả cách lan truyền trong nhân gian rằng quân Nam Việt sắp tiến đánh.
Cùng lúc đó Hán Vũ Đế phái Đình úy Giám Nhân làm Hoài Nam trung úy, đến Hoài Nam. Trong lúc Lưu An đang tích cực chuẩn bị thì có người đến tố cáo ông với triều đình. Quân Hán bèn kéo sang, bắt thái tử Thiên và Vương hậu, vây vương cung. Trong triều, Triệu vương Bành Tổ và Liệt hầu hơn 40 người xin giết chết Lưu An. Lưu An hoảng sợ, tự sát, thái tử Thiên và Vương hậu bị giết. Ngũ Bị cũng bị Vũ Đế giết hại sau đó. Nước Hoài Nam bị phế trừ, nhập vào làm quận Cửu Giang trực thuộc nhà Hán cai quản.
Lưu An giữ tước Hoài Nam vương 42 năm.

## Tác phẩm
Lưu An để lại tác phẩm nổi tiếng là Hoài Nam Tử còn lưu truyền đến ngày nay.